# Giovanni Pacini
Giovanni Pacini (Catània, Sicília, 17 de febrer de 1796 - Pescia, Toscana, 6 de desembre de 1867) fou un compositor italià, sobretot conegut per les seves òperes.
Fill del baix buf Luigi Pacini, que va aparèixer en les estrenes de moltes de les òperes de Giovanni i amb qui es desplaçà a Barcelona els anys 1778 a 1801. La família era d'origen toscà, i només una coincidència va fer que Giovanni nasqués a Catània durant una estada de la família. Durant la seva estada a Sicília fa classe de música i entre els seus alumnes hi va haver Carlo Valentini, Giovanni Lucantoni entre d'altres.
Pacini va escriure una setantena d'òperes. Les primeres foren escrites quan Gioachino Rossini dominava el món operístic italià, i Pacini en va seguir l'estil.
Després del trasllat de Rossini a París el 1824, Pacini i els seus contemporanis (Giacomo Meyerbeer, Nicola Vaccai, Michele Carafa, Carlo Coccia, Vincenzo Bellini, Gaetano Donizetti, els germans Federico i Luigi Ricci, i Saverio Mercadante) van començar a canviar la natura de l'òpera italiana i van portar el bel canto cap a noves direccions. L'orquestració va esdevenir més pesada, la coloratura es va reduir, especialment per a les veus d'homes, i es donava més importància al patetisme líric. Tot i que hi havia excepcions, les iniciatives romàntiques s'assignaven a tenors (en el temps de Rossini, eren sovint cantats per contralts o mezzosopranos). Els homes cantaven els baixos o posteriorment barítons, mentre sovint eren tenors per a Rossini. Gradualment, s'anava posant més èmfasi en el drama.
El paper que Pacini va jugar en aquests canvis només es va començar a reconèixer recentment. Hi ha pocs dubtes que Pacini i el seu contemporani Vaccai van exercir una influència més important sobre Bellini que la que fins ara s'havia atribuït. Aquest canvi d'actitud es pot atribuir al ressorgiment de dues de les seves obres: Giulietta e Romeo de Vaccai i L'ultimo giorno di Pompei de Pacini, que componien el 1825 amb unes setmanes de diferència.
L'èxit de moltes de les òperes més lleugeres de Pacini, especialment Il Barone di Dolsheim, La sposa fedele, i La schiava in Bagdad (compostes entre 1818 i 1820) van fer de Pacini un dels compositors més prominents a Itàlia. La seva posició era en gran manera realçada per grans èxits com Alessandro nelle Indie (Nàpols, 1824), Amazilia (Nàpols 1824) i la ja mencionada L'Ultimo giorno di Pompei (Nàpols, 1825).
A Gli arabi nelle Gallie (Milà, 1827), el paper d'Alessandro era creat per un baríton alt, Andrea Nozzari, però fou cantat per la veu més lleugera de Giovanni David a la reposició a Milà el que és un indi i del desig de Pacini d'anar cap a una nova direcció. Aquesta òpera va arribar a molts escenaris importants del món i va ser la primera òpera de Pacini representada als Estats Units. Es reposà sovint a Itàlia i no fou fins al 1830 quan el primer èxit de Bellini, Il pirata (també a Milà, 1827) va sobrepassar l'obra de Pacini en nombre d'actuacions al Teatro alla Scala. Encara que no es reconeix normalment, era Pacini, més que Donizetti, Mercadante o Bellini, que va fer competència a Rossini a la Itàlia dels anys 1820.
Varen seguir moltes òperes que després quedarien en l'oblit. Tanmateix, un d'aquestes, Il corsaro (Roma, 1831) es reestrenava cent tres anys més tard, el 2004, per bé que només amb l'acompanyament de pianos.
Primer Bellini i després Donizetti superaren Pacini en fama. Moltes de les seves òperes posteriors, com Carlo di Borgogna de 1835, van ser fracassos. El mateix Pacini reconeixia la seva derrota aparent i feia el següent comentari a les seves memòries: Em començava a adonar que m'havia de retirar del camp. Bellini, el diví Bellini, m'ha superat. Alguns anys més tard, tornava a compondre, i, després d'alguna altre contratemps, va gaudir del seu triomf més gran amb Saffo (Nàpols, 1840).
Després de Saffo, Pacini entrava en un altre període de prominència. Donizetti havia marxat a París i els èxits de Mercadante eren per darrere dels seus, només Verdi oferia una competència important. Els èxits de Pacini durant aquest període van incloure La fidanzata corsa (Nàpols, 1842), Maria, regina d'Inghilterra (Palerm, 1843), Medea (Palerm, 1843), Lorenzino de' Medici (Venècia, 1845), Bondelmonte (Florença, 1845), Stella di Napoli (Nàpols, 1845) i La regina di Cipro (Torí, 1846). Allan Cameron (Venècia, 1848).
Aquest reeixit període era seguit per una llarga decadència, marcat només pels èxits moderats de La punizione (Venècia, 1854) Il saltimbanco (Roma, 1858) i Nicolo de'Lapi (Florença, 1873).
Durant uns anys fou director de la secció de música de l'Acadèmia de Belles Arts de Florència, fins al 1852 en què fou substituït pel florentí Herman Picchi. En aquest centre, entre d'altres alumnes tingué en Ricardo Gandolfi.
Pacini moria a Pescia, a la Toscana, el 1867. Encara que actualment és pràcticament oblidat, va produir molta música de qualitat.